# ペニースケートボード
ペニースケートボード（Penny Skateboard）とは、オーストラリア発祥のブランドPenny Boardsが製造する小型のプラスチック製スケートボードの総称。
そのコンパクトさ、豊富でカラフルなデザイン、軽量性から、特に移動用やファッション用として人気を博している。

## 誕生の経緯（諸説あり）
ペニースケートボード（Penny Skateboard）が生まれた経緯は、オーストラリアのスケーター兼起業家Ben Mackay（ベン・マッケイ）のアイデアから始まった。
1. 1970年代のミニクルーザーブーム
  - 1970年代、アメリカで小型のプラスチック製スケートボード（「Banana Board」など）が流行しましたが、耐久性に問題がありました。
  - この時代のクルーザーは、「安価だが壊れやすい」という欠点があり、長期的には廃れていきました。
2. Ben Mackayの着想（2000年代後半）
  - オーストラリア人のBen Mackayは、「ビーチや街中で気軽に使える、頑丈でスタイリッシュなミニスケートボード」を考案。
  - 当時、市場には大型のスケートボードや重いクルーザーが主流で、「コンパクトでカラフルなデザインのボード」が不足していました。
3. 「Penny Board」の誕生（2010年）
  - Benは、強化プラスチックを使った軽量かつ耐久性のあるデッキを開発。
  - サイズは22インチ（ミニ）と27インチ（スタンダード）の2種類を設定し、「Penny Skateboards」としてブランド化。
  - 名前の由来は、アメリカの通貨の単位「ペニー（1セント硬貨の別称）」から来たんだとか...[2]
  - 現在は22”（SKATEBOARDS）、27”（SKATEBOARDS）、29”（SURFSKATES）、32”（SKATEBOARDS）、36”（LONGBOARDS）のラインナップがある。[3]

## 素材など（22インチの場合）[4]
全長約56㎝デッキ本体は特殊な強化プラスチックできており木を何枚も重ね合わせて作られたデッキより何倍も寿命があるといわれている。
ベアリングは耐久性、走行性がともに高いスチール製ABEC7が採用されている。トラックは約7.6㎝のブッシュゴム83Aである。
ウィールは59㎜83Aやわらかめのウレタンゴム製で走破性と静粛性の両方に優れている。
トリック用のスケートボードと異なりウィール径が圧倒的に大きいため多少の段差や小石なら軽々と乗り越えることができる。